# Anigraea diffundens
Anigraea diffundens är en fjärilsart som beskrevs av Walker 1863. Anigraea diffundens ingår i släktet Anigraea och familjen nattflyn. Inga underarter finns listade i Catalogue of Life.